# Sukajadi (Darul Makmur)
Sukajadi is een bestuurslaag in het regentschap Nagan Raya van de provincie Atjeh, Indonesië. Sukajadi telt 321 inwoners (volkstelling 2010).